# Discovery Channel
Pour les articles homonymes, voir Discovery.
Discovery Channel est une chaîne de télévision américaine spécialisée créée le 17 juin 1985. Elle a des déclinaisons dans plusieurs pays.

## Description
La chaîne diffuse principalement des programmes axés sur les sciences, beaucoup de reportages consacrés à la nature et à des thèmes aussi variés que les enquêtes policières, l'espace, l'automobile, les mystères, etc.
Au niveau international, Discovery Channel est distribuée dans trente-cinq langues sur six continents pouvant rejoindre 991 millions d'abonnés répartis dans 180 pays, incluant le Royaume-Uni, l'Europe, le Moyen-Orient, l'Afrique, l'Asie du Sud-Est, et l'Australie.
En plus de sa marque principale, Discovery distribue au niveau international 23 stations sœurs dont Animal Planet, Discovery Kids, Military Channel, Science Channel, TLC, ainsi que le nouveau OWN: Oprah Winfrey Network qui remplace Discovery Health Channel depuis le 1er janvier 2011.
Certains critiques accusent la chaîne de chercher le sensationnel pour gonfler ses audiences comme dans l'émission Eaten Alive qui annonçait qu'un homme se ferait avaler par un anaconda,.
La chaine est parfois aussi critiqué pour diffuser des fictions ayant la forme de documentaires sans signifier clairement le caractère fictionnel du programme (comme sur l'existence des requins préhistoriques et des sirènes),.

### États-Unis
Discovery Channel a été lancée en 1985 par une start-up composée d'un capital de 5 millions de dollars de la BBC, d'Allen and Company, de Venture America et d'autres sociétés. Aujourd'hui, elle est reçue dans 100 millions de foyers américains.
Les versions de Discovery Channel, TLC, Animal Planet, Science Channel, Investigation Discovery, Planet Green et Discovery Kids sont aussi offerts en haute définition. Entre février 2011 et août 2014, Discovery Channel a opéré un canal de télévision en 3D appelé 3net (en).

### Canada
Au Canada, Discovery Channel est une chaîne spécialisée de catégorie A appartenant à Bell Media (80 %) et Discovery Communications (20 %) lancée en 1995.
Au Québec, une partie des émissions de Discovery Channel doublées en français est répartie sur Canal D ainsi que Ztélé, toutes deux appartenant à Bell Media. L'émission Comment c'est fait animée par Jean-Luc Brassard et produite pour Ztélé est adaptée en anglais et diffusée au niveau international par Discovery Channel. Bell Media avait prévu lancer une version en français de Discovery Channel pour la fin 2013.

### Europe
La chaîne est disponible en version française (technique de voix hors champ) depuis automne 2004 en France grâce au bouquet satellite Canalsat, et diffuse principalement les émissions européennes de la maison-mère (Londres / Discovery Channel UK), ainsi que les émissions phares de Discovery USA : MythBusters ou American Chopper, par exemple.
Le 6 décembre 2016, SFR Group a annoncé qu'il a fait l’acquisition d'un contrat d'exclusivité lui permettant de diffuser les chaînes du groupe Discovery. Par conséquent, celles-ci ne seront plus diffusées dans les bouquets proposés par les concurrents de l'opérateur, qui sera donc le seul à pouvoir diffuser les chaînes à partir du début de l'année 2017.

## Autres
- Discovery Channel Radio
- Télescope à Observatoire Lowell

### Identité visuelle (logo)

Logo d'avril 1987 à septembre 1995.
Logo de septembre 1995 à juin 2000.
Logo de juin 2000 à août 2008.
Logo de août 2008 à mars 2009.
Logo de mars 2009 à juin 2016.
Logo de juin 2016 à juin 2019.
Logo depuis juin 2019.

## Programmation

### Séries télévisées
- Hantise (A Haunting) (anthologie, 2005–2007)
- Klondike (mini-série, 3 épisodes, janvier 2014)
- Harley and the Davidsons (mini-série, 3 épisodes, septembre 2016)[5]
- Manhunt: Unabomber[6] (depuis le 1er août 2017)[7]

### Émissions diffusées
- Accros de la Course (ou "Courses Folles")
- Adjugé vendu : la boutique (USA)
- American Casino
- American Chopper (2003–2007)
- American Guns (2011–2012)
- American Hotrod
- Arizona Car Kings
- Armes du futur
- Attache-moi si tu peux
- Brainiac
- Les Bûcherons du marais (Swamp Loggers) (2009–2012)
- Chasseur de tatouages
- Chasseurs de tornades (Storm Chasers) (2007–2011)
- Chop Shop
- Comment c'est fait
- Comment ça fonctionne
- Comment ça marche
- Construire l'impossible
- La Course à l'Innovation
- Curiosity
- Dangerman
- Des métiers musclés
- Destruction express
- Le Royaume des Dinosaures (Dinosaur Revolution) (septembre 2011)
- Dirty Jobs (2003–2012)
- Duel de bikers
- En cinquième vitesse
- Explosion sur le vif
- Fight Quest (2007–2008)
- Les Guerriers de la récup
- Gueules noires
- Histoires de voitures
- Histoires de motos
- Hooligan FC
- Hot rod academy
- Ingénieurs XXL
- J'ai frôlé la Mort
- Je ne devrais pas être en vie (I Shouldn't Be Alive) (2005–2006)
- LA Ink
- MegaConstructions
- Men in White
- Miami Ink
- Monster Garage (2002–2006)
- MythBusters (2003–2016)
- Nature en construction
- Péril en haute mer (Deadliest Catch) (depuis 2005)
- Pompiers USA
- Les Princes du Tuning
- Qu'est-ce qu'on fabrique
- La Révolution iPod
- Les Roues de la Fortune
- Science of the movies
- Seul face à la nature (Man vs. Wild) (2006–2011)
- Speed Mania
- Le Survivant (Survivorman) (depuis 2004)
- Témoin sur le vif
- Tension sur la ville
- Time warp: Action au ralenti
- Top Gear
- Vrai ou faux
- West Coast Customs
- Wheeler Dealers (Occasions à saisir)